# Omega Draconis
Omega Draconis (28 Draconis) é uma estrela na direção da constelação de Draco. Possui uma ascensão reta de 17h 36m 57.09s e uma declinação de +68° 45′ 25.9″. Sua magnitude aparente é igual a 4.77. Considerando sua distância de 76 anos-luz em relação à Terra, sua magnitude absoluta é igual a 2.92. Pertence à classe espectral F5V.